# NGC 5725
NGC 5725 (również PGC 52456 lub UGC 9466) – galaktyka spiralna z poprzeczką (SBcd), znajdująca się w gwiazdozbiorze Panny. Odkrył ją Heinrich Louis d’Arrest 27 kwietnia 1862 roku.